# Ali Seidan

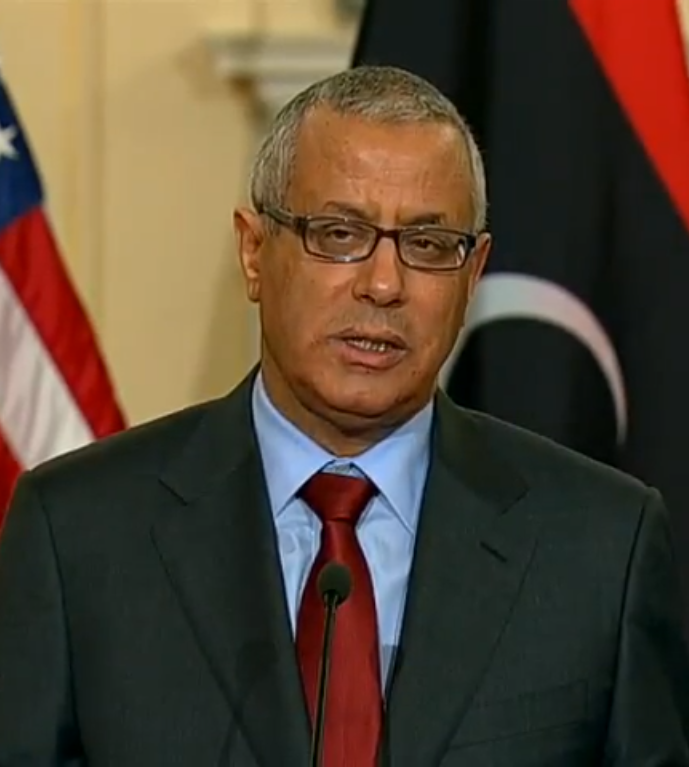
Ali Seidan (2013)

Ali Seidan oder Sidan (arabisch علي زيدان, DMG ʿAlī Zīdān; * 1950) ist ein libyscher Politiker und ehemaliger Diplomat. Von Oktober 2012 bis März 2014 war er der Ministerpräsident des Landes.

## Leben
Seidan erhielt eine juristische Ausbildung und machte seinen Alma Mater an der Jawaharlal Nehru University von Neu-Delhi. Er war bis 1980 libyscher Botschafter in Indien. Bis 2011 war er Mitglied der oppositionellen Nationalen Front für die Rettung Libyens (NFSL) von Mohammed Yusef el-Megarief, und er setzte sich von Genf aus für die Beobachtung der Menschenrechte in Libyen ein. Seit 2012 ist er Mitglied des Allgemeinen Nationalkongresses.
Auf Vorschlag der Allianz Nationaler Kräfte von Mahmud Dschibril wurde Seidan am 14. Oktober 2012 vom Allgemeinen Nationalkongress mit 93 von 200 Stimmen zum Ministerpräsidenten gewählt. Dabei setzte er sich gegen den Kandidaten der den Muslimbrüdern nahestehenden Partei für Gerechtigkeit und Aufbau durch. Sein Vorgänger Mustafa Abu Schagur von der Nationalen Front war zuvor durch ein Misstrauensvotum gestürzt worden. Am 31. Oktober 2012 wurde seine Regierung von dem Nationalkongress bestätigt.

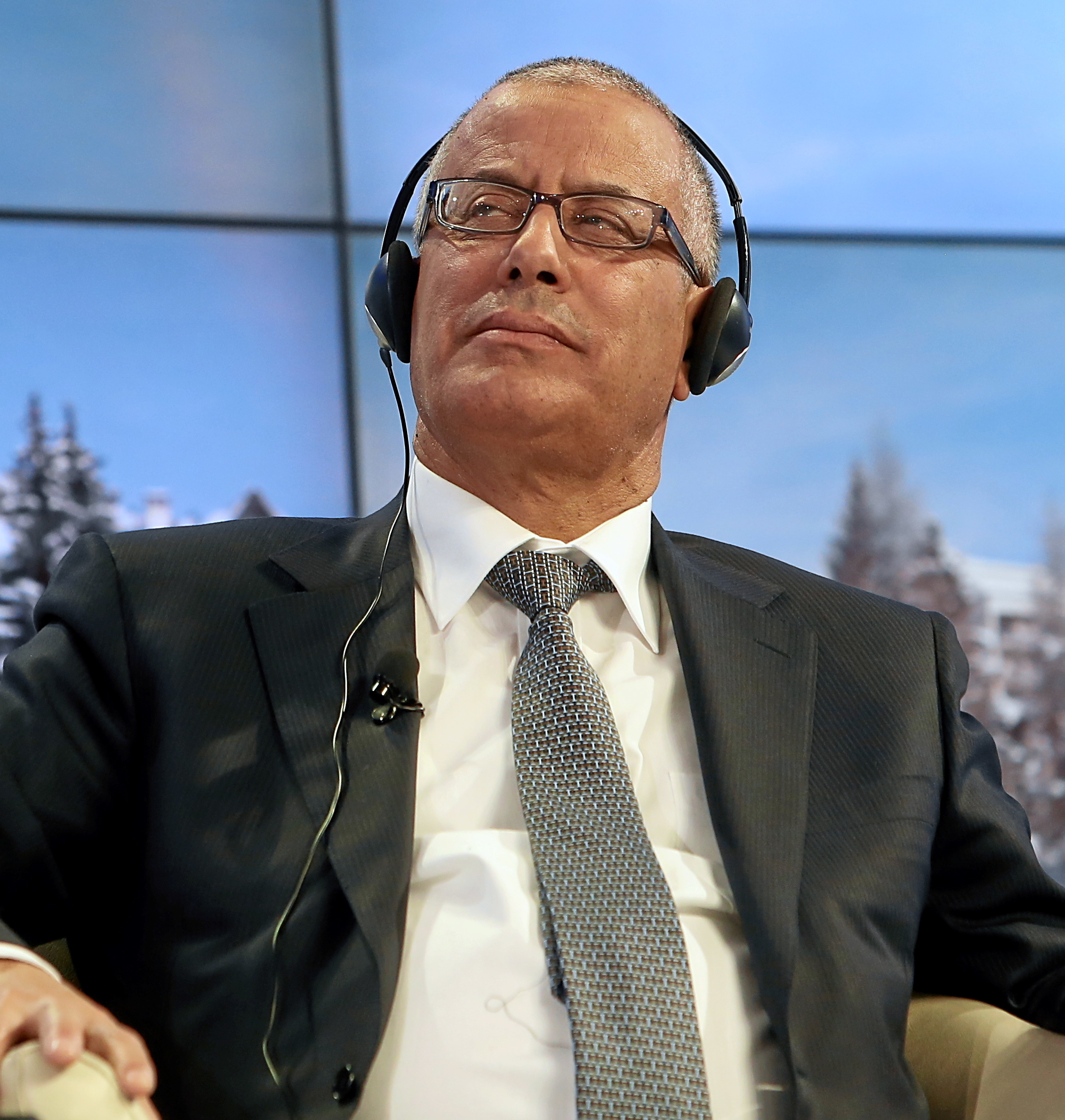
Seidan während des Weltwirtschaftsforums 2013

In den Morgenstunden des 10. Oktobers 2013 wurde Seidan durch eine libysche Miliz aus dem Corinthia Hotel in Tripolis entführt. Das Motiv ist noch unklar. Einige Berichte gehen von einer Verbindung mit der Gefangennahme von Abu Anas al-Liby, einem mutmaßlichen Drahtzieher der Terroranschläge auf die Botschaften der Vereinigten Staaten in Daressalam und Nairobi, am 5. Oktober in Tripolis durch amerikanische Kräfte aus. Seidan hatte sich Stunden vor seiner Entführung mit der Familie von al-Liby getroffen. Die Generalstaatsanwaltschaft dementierte die Behauptung der Entführer, über einen Haftbefehl für Seidan zu verfügen. Stunden nach seiner Entführung wurde Seidan wieder freigelassen.
Nachdem es der selbst ernannten „Autonomieregierung“ der Stadt Adschdabiya gelungen war, das mit Rohöl beladene Schiff Morning Glory aus dem Hafen al Sidra auslaufen zu lassen, um dessen Ladung an der staatlichen Ölgesellschaft vorbei zu verkaufen, obwohl Seidan zugesichert hatte, dies zu verhindern, wurde er am 11. März 2014 vom libyschen Parlament per Misstrauensvotum abgesetzt. Zum Interimsnachfolger wurde Verteidigungsminister Abdullah Thenni ernannt. Direkt nach dem Misstrauensvotum war gegen Seidan ein Haftbefehl erlassen worden. Dennoch gelang es ihm, sich nach Europa abzusetzen. Seidan wird Korruption und Misswirtschaft in Zusammenhang mit illegalen Ölverkäufen der Separatisten vorgeworfen.